# WTA-toernooi van Monte Carlo
| Plaats van handeling \| 1896–1905 \| Hôtel de Paris \| \| 1906–1914 \| La Condamine Club \| \| 1919 \| La Festa Club \| \| 1920 \| La Condamine Club \| \| 1921–1927 \| La Festa Club \| \| 1928 \| La Festa Country Club \| \| 1929–1982 \| Monte Carlo Country Club[a] \| 1. |                          |
| 1896–1905 | Hôtel de Paris           |
| 1906–1914 | La Condamine Club        |
| 1919 | La Festa Club            |
| 1920 | La Condamine Club        |
| 1921–1927 | La Festa Club            |
| 1928 | La Festa Country Club    |
| 1929–1982 | Monte Carlo Country Club |

Het WTA-toernooi van Monte Carlo was een tennistoernooi voor vrouwen dat van 1896 tot en met 1982 plaatsvond in of nabij Monte Carlo, de hoofdstad van Monaco. Vanaf 1929 werd gespeeld in de Monte Carlo Country Club in het dorpje Roquebrune-Cap-Martin in het Franse departement Alpes-Maritimes, net over de grens tussen Monaco en Frankrijk. Er werd gespeeld op gravel.
De officiële naam van het toernooi was laatstelijk Kim Cup (in 1981 en 1982).

## Officiële namen
| 1946–1968 | Coupe Faucigny Lucinge                                         |
| 1969–1980 | Monte Carlo Open / Monegasque Open / Monte Carlo Championships |
| 1981–1982 | Kim Cup                                                        |

## Meervoudig winnaressen enkelspel
| speelster                    | aantal titels | in de jaren                 |
| ---------------------------- | ------------- | --------------------------- |
| Zsuzsa Körmöczy              | 6             | 1948, 1952, 1958–1960, 1962 |
| Elizabeth Ryan               | 4             | 1922, 1924, 1925, 1927      |
| Simonne Mathieu              | 4             | 1931, 1932, 1935, 1936      |
| Helga Niessen(-Masthoff)     | 4             | 1966, 1970, 1976, 1979      |
| Gwendoline Eastlake Smith    | 3             | 1906–1908                   |
| Suzanne Lenglen              | 3             | 1919–1921                   |
| Gail Sherriff-Chanfreau      | 3             | 1971, 1974, 1975            |
| Dorothea Douglass(-Chambers) | 2             | 1905, 1914                  |
| Rosamund Salusbury           | 2             | 1910, 1911                  |
| Hilde Krahwinkel-Sperling    | 2             | 1937, 1939                  |
| Anneliese Ullstein           | 2             | 1949, 1957                  |
| Brigitte Simon               | 2             | 1978, 1980                  |

## Finales
| jaar              | winnares                                 | verliezend finaliste                     | uitslag                                  |
| ----------------- | ---------------------------------------- | ---------------------------------------- | ---------------------------------------- |
| 1896              | K. Booth                                 | Mlle Guillon                             | ?                                        |
| 1898              | Marguerite Chalier                       | Vera Warden                              | 6-4, 3-6, 6-2                            |
| 1901              | Blanche Bingley-Hillyard                 | Mildred Brooksmith                       | 6-2, 6-1                                 |
| 1902              | Clara von der Schulenburg                | Mildred Brooksmith                       | 6-2, 6-3                                 |
| 1903              | Toupie Lowther                           | Mildred Brooksmith                       | 6-3, 6-1                                 |
| 1904              | Margherita de Robiglio                   | Clara von der Schulenburg                | 6-2, 6-2                                 |
| 1905              | Dorothea Douglass                        | Connie Wilson                            | 6-4, 6-1                                 |
| 1906              | Gwendoline Eastlake Smith                | Amy Ransome                              | 6-4, 6-2                                 |
| 1907              | Gwendoline Eastlake Smith                | Rosamund Salusbury                       | 6-4, 4-6, 6-4                            |
| 1908              | Gwendoline Eastlake Smith                | Evelyn Dillon                            | 6-3, 6-4                                 |
| 1909              | Alice Greene                             | Clara von der Schulenburg                | 4-6, 6-2, 6-4                            |
| 1910              | Rosamund Salusbury                       | Mildred Brooksmith                       | 4-6, 6-2, 6-2                            |
| 1911              | Rosamund Salusbury                       | Blanche Duddell-Colston                  | 6-2, 6-4                                 |
| 1912              | Jessie Tripp                             | Margaret Tripp                           | walk-over                                |
| 1913              | Madeline O'Neill                         | Elizabeth Ryan                           | 6-3, 8-6                                 |
| 1914              | Dorothea Douglass-Chambers               | Elizabeth Ryan                           | 6-4, 6-1                                 |
| 1915–1918         | geen toernooi wegens Eerste Wereldoorlog | geen toernooi wegens Eerste Wereldoorlog | geen toernooi wegens Eerste Wereldoorlog |
| 1919              | Suzanne Lenglen                          | Doris Wolfson                            | 6-0, 6-0                                 |
| 1920              | Suzanne Lenglen                          | Elizabeth Ryan                           | 6-1, 6-2                                 |
| 1921              | Suzanne Lenglen                          | Elizabeth Ryan                           | 6-2, 6-0                                 |
| 1922              | Elizabeth Ryan                           | Geraldine Beamish                        | 6-2, 6-1                                 |
| 1923              | Kitty McKane                             | Elizabeth Ryan                           | 7-5, 4-6, 6-2                            |
| 1924              | Elizabeth Ryan                           | Phyllis Satterthwaite                    | 6-2, 6-2                                 |
| 1925              | Elizabeth Ryan                           | Geraldine Beamish                        | titel gedeeld                            |
| 1926              | Helen Wills                              | Lili de Alvarez                          | 6-2, 6-3                                 |
| 1927              | Elizabeth Ryan                           | Phyllis Satterthwaite                    | 6-3, 6-4                                 |
| 1928              | Eileen Bennett                           | Cristobel Hardie                         | 6-3, 7-5                                 |
| 1929              | Betty Nuthall                            | Eileen Bennett                           | 7-5, 5-7, 6-4                            |
| 1930              | Cilly Aussem                             | Simonne Mathieu                          | 6-2, 6-1                                 |
| 1931              | Simonne Mathieu                          | Phyllis Satterthwaite                    | 4-6, 6-4, 7-5                            |
| 1932              | Simonne Mathieu                          | Sheila Hewitt                            | 6-1, 6-4                                 |
| 1933              | Lolette Payot                            | Simonne Mathieu                          | 6-0, 6-4                                 |
| 1934              | Sylvie Jung-Henrotin                     | Muriel Thomas                            | walk-over                                |
| 1935              | Simonne Mathieu                          | Lucia Valerio                            | 6-2, 6-4                                 |
| 1936              | Simonne Mathieu                          | Jadwiga Jędrzejowska                     | 6-1, 6-4                                 |
| 1937              | Hilde Krahwinkel-Sperling                | Simonne Mathieu                          | 8-6, opg.                                |
| 1938              | Jadwiga Jędrzejowska                     | Peggy Scriven                            | 6-4, 6-3                                 |
| 1939              | Hilde Krahwinkel-Sperling                | Simonne Mathieu                          | 7-5, 6-8, 6-3                            |
| 1940–1945         | geen toernooi wegens Tweede Wereldoorlog | geen toernooi wegens Tweede Wereldoorlog | geen toernooi wegens Tweede Wereldoorlog |
| 1946              | Alice Weiwers                            | Yvonne Hoyaux-Vincart                    | 6-3, 6-2                                 |
| 1947              | Magda Berescu-Rurac                      | Jean Nicoll-Bostock                      | 6-3, 6-8, 6-2                            |
| 1948              | Zsuzsa Körmöczy                          | Manuela Bologna                          | 6-4, 3-6, 7-5                            |
| 1949              | Anneliese Ullstein-Bossi                 | Anne-Marie Seghers                       | 6-2, 6-3                                 |
| 1950              | Jean Walker-Smith                        | Anne-Marie Seghers                       | 7-5, 6-3                                 |
| 1951              | Doris Hart                               | Shirley Fry                              | 6-3, 6-3                                 |
| 1952              | Zsuzsa Körmöczy                          | Hella Strecker                           | 7-5, 7-5                                 |
| 1953              | Dottie Head-Knode                        | Totta Zehden                             | 7-5, 10-12, 6-4                          |
| 1954              | Silvana Lazzarino                        | Jacqueline Kermina                       | 3-6, 6-2, 6-4                            |
| 1955              | Patricia Ward                            | Shirley Bloomer                          | 6-4, 6-2                                 |
| 1956              | Althea Gibson                            | Shirley Bloomer                          | 6-4, 6-4                                 |
| 1957              | Anneliese Ullstein-Bellani               | Yola Ramírez                             | 6-2, 6-1                                 |
| 1958              | Zsuzsa Körmöczy                          | Mimi Arnold                              | 6-2, 6-3                                 |
| 1959              | Zsuzsa Körmöczy                          | Yola Ramírez                             | 7-5, 1-6, 6-3                            |
| 1960              | Zsuzsa Körmöczy                          | Yola Ramírez                             | 6-3, 6-2                                 |
| 1961              | Margaret Smith                           | Elizabeth Starkie                        | 4-6, 6-1, 6-2                            |
| 1962              | Zsuzsa Körmöczy                          | Florence de la Courtie                   | 6-3, 6-2                                 |
| 1963              | Lesley Turner                            | Jan Lehane                               | 5-7, 8-6, 6-2                            |
| 1964              | Christine Truman                         | Jan Lehane                               | 6-4, 3-6, 6-4                            |
| 1965              | Françoise Dürr                           | Helga Schultze                           | 7-5, 6-3                                 |
| 1966              | Helga Niessen                            | Lea Pericoli                             | 7-5, 6-4                                 |
| 1967              | Helga Schultze                           | Gail Sherriff                            | 6-4, 6-2                                 |
| 1968              | Vlasta Vopičková                         | Marilyn Aschner                          | 6-4, 3-6, 6-3                            |
| ↓ open tijdperk ↓ |                                          |                                          |                                          |
| 1969              | Ann Haydon-Jones                         | Virginia Wade                            | 6-2, 6-3                                 |
| 1970              | Helga Niessen                            | Kerry Melville                           | 6-4, 6-1                                 |
| 1971              | Gail Sherriff-Chanfreau                  | Betty Stöve                              | 6-4, 4-6, 6-4                            |
| 1972              | Ingrid Löfdahl-Bentzer                   | Helga Niessen-Masthoff                   | 7-5, 6-3                                 |
| 1973              | Fiorella Bonicelli                       | Renáta Tomanová                          | 6-4, 6-2                                 |
| 1974              | Gail Sherriff-Chanfreau                  | Heide Schildknecht-Orth                  | 6-5, opg.                                |
| 1975              | Gail Sherriff-Chanfreau                  | Helga Niessen-Masthoff                   | 3-6, 7-5, 6-2                            |
| 1976              | Helga Niessen-Masthoff                   | Fiorella Bonicelli                       | 6-4, 6-2                                 |
| 1977              | Regina Maršíková                         | Mariana Simionescu                       | 6-2, 6-3                                 |
| 1978              | Brigitte Simon                           | Gail Sherriff-Lovera                     | 7-5, 6-1                                 |
| 1979              | Helga Niessen-Masthoff                   | Sabina Simmonds                          | 6-3, 6-1                                 |
| 1980              | Brigitte Simon                           | Isabelle Villiger                        | 4-6, 7-6, 6-1                            |
| 1981              | Sylvia Hanika                            | Hana Mandlíková                          | 2-6, 6-3, 5-6, opg.                      |
| 1982              | Virginia Ruzici                          | Bonnie Gadusek                           | 6-2, 7-6                                 |